# Sanguisorba minor subsp. minor
Sanguisorba minor subsp. minor é uma subespécie de planta com flor pertencente à família Rosaceae. 
A autoridade científica da subespécie é Scop., tendo sido publicada em Fl. Carniol. ed. 2 1: 110-111 (1771).
Trata-se de uma planta caméfita que ocorre em zonas de matos, em zonas ruderais e em relvados húmidos, florescendo entre os meses de Maio e Agosto.
Os seus nomes comuns são pampinela, pimpinela, pimpinela-hortense, pimpinela-menor, tintinela ou tentinela.

## Portugal
Trata-se de uma subespécie presente no território português, nomeadamente em Portugal Continental.
Em termos de naturalidade é nativa da região atrás indicada.

## Protecção
Não se encontra protegida por legislação portuguesa ou da Comunidade Europeia.

## Citologia
O número cromossómico da fase esporofítica é 2n = 28.

## Sinónimos
Segundo a Flora Digital de Portugal tem o seguinte sinónimo:
- Sanguisorba minor Scop. subsp. dictyocarpa (Spach ex Rouy et E. G. Camus) P. Cout